# Ahmad I bin Abd Allah Al Mu'alla
Ahmad I bin Abd Allah Al Mu'alla (in arabo أحمد بن عبد الله المعلا‎?; ... – giugno 1904), è stato emiro di Umm al-Qaywayn dal 1873 al 1904. Guidò l'emirato attraverso un periodo turbolento nella storia della Costa della Tregua, con conflitti tra gli emirati vicini e alleanze quasi in continuo cambiamento. In due occasioni queste guerre lo portarono a violare i termini della tregua marittima perpetua del 1853 stipulata con gli inglesi. Ciò nonostante, firmò l'accordo esclusivo del 1892, che legò gli Stati della Tregua agli inglesi in un regime di protettorato.

## Ascesa al trono
Ahmad bin Abd Allah succedette al fratello maggiore, Ali, nel 1873. Regnò in un momento in cui le comunità costiere del golfo Persico erano quasi costantemente in conflitto e fu immediatamente coinvolto in uno scontro con l'emirato di Sharja sull'isola di Abu Musa. Una forza di Umm al-Qaywayn tentò di razziare l'isola e di rubare i cavalli del sovrano di Sharja da lì ma fu raggiunta dalle barche dei proprietari che erano arrivate per prime. Il conflitto alla fine coinvolse i vicini di Umm al-Qaywayn: Ajman stava dalla parte di Sharja e Hamriyah dalla parte di Umm al-Qaywayn. L'anno seguente, Abu Dhabi si unì alla mischia in opposizione a Sharja e inflisse una brutta sconfitta alle forze rivali dello sceicco Salim bin Sultan al-Qasimi, uccidendo 50 uomini.Ras al-Khaima a questo punto si unì a Sharja mentre Dubai si alleò con Umm al-Qaywayn. Uno stato di guerra generale inghiottì la costa, nonostante i tentativi dell'agente della residenza britannica di mediare una pace.
Il conflitto finì nel 1875, quando una forza proveniente da Dubai attaccò Ras al-Khaimah e uccise sette uomini. Lo sceicco di Hamriyah negoziò una tregua tra Ahmad bin Abd Allah di Umm al-Qaywayn e Salim bin Sultan di Sharja nel febbraio del 1875, ma tra Dubai e Sharja la guerra proseguì fino a settembre dello stesso anno.

## Violazione della tregua marittima
Ahmad bin Abd Allah contrasse due matrimoni dinastici, il primo con la figlia del sovrano di Ajman, lo sceicco Abd al-Aziz I bin Rashid, che nel 1876 gli diede un figlio, e il secondo con la sorella del sovrano di Ras al-Khaima, lo sceicco Humaid bin Abd Allah. Tuttavia, divorziarono nel 1882. Nel 1879, Ahmad si alleò con Ajman e Ras al-Khaima contro Abu Dhabi e Sharja. Il conflitto aperto fu evitato ma il suo divorzio dalla sorella di Humaid lo rese un suo acerrimo nemico. Ne derivò una dispute sulla proprietà, che portò Ahmad a inviare sette barche per attaccare l'insediamento di Ras al-Khaima a Rams. Questa azione costituì una violazione del trattato marittimo del 1853 e Ahmad fu quindi rimproverato dall'agente del residente britannico e costretto a pagare una multa. Tuttavia, il conflitto continuò a imperversare sulla terraferma con Umm al-Qaywayn e Ajman che si misero contro Ras al-Khaima e Sharja. Nel gennaio del 1883 una pace fu mediata da Abu Dhabi.
Nel maggio del 1885, Ahmad ebbe un disaccordo con suo figlio, portando il giovane a rifugiarsi ad Ajman. Quando il sovrano di quelle terre, lo sceicco Rashid II bin Humaid Al Nuaimi, rifiutò di estradare il ragazzo, Ahmad, sostenuto da Sharja, inviò una forza contro Ajman che sbarcò ad Al Heera. Ancora una volta scoprì di essere in violazione del trattato del 1853 e ricevette la visita di un rappresentante dell'agente del residente britannico a bordo della HMS Reindeer.
Gli scontri continuarono comunque tra le città della costa e Hamriyah attaccò Umm al-Qaywayn, solo per avere vendicarsi di Ahmad. Hamriyah fu però sconfitta ma lo sceicco fu risparmiato solo dopo che si fu barricato nel suo forte. Nei seguenti conflitti fu fondata un'alleanza del nord, con Sharja, Ajman, Umm al-Qaywayn e Ras al-Khaima che si schieravano generalmente contro i loro vicini meridionali, Dubai e Abu Dhabi.
Nel 1879 Ahmad firmò con gli inglesi il "mutuo accordo sui debitori fuggitivi", che mirava a frenare il problema dei debitori in fuga da un emirato all'altro per eludere i loro obblighi.

## Accordo esclusivo del 1892
Sebbene sia i tedeschi che i turchi avessero tentato di stabilire dei collegamenti con gli Stati della Tregua, furono gli intrighi di due figure francesi, di nome Tramier e Chapay, che sembra abbiano provocato la necessità per gli inglesi di imbarcarsi per far firmare agli sceicchi l'Accordo esclusivo del 1892. I due francesi avevano trovato un pubblico ricettivo in Ahmad bin Abd Allah e gli fornirono bandiere francesi da far innalzare sulle navi di Umm al-Qaywayn, permettendogli di agire indipendentemente dagli interessi e dalle decisioni britanniche. Quando la notizia che ai francesi era stato concesso un sito a Umm al-Qaywayn raggiunse il residente politico britannico, il governo coloniale di Bombay approvò la firma di un "Accordo esclusivo" che vincolava gli sceicchi a "non stringere alcun accordo o corrispondenza con alcun Potere diverso dal Governo Britannico", "non acconsentire alla residenza entro il territorio di un agente di qualsiasi altro governo senza il consenso britannico" e al fatto non avrebbero "ceduto, venduto, mutuato o altrimenti concesso l'occupazione di alcuna parte del territorio, salvo che al governo britannico".

## Morte
Lo sceicco Ahmad bin Abd Allah negli ultimi mesi di vita soffrì di paralisi e nel novembre del 1903 era troppo infermo per recarsi a Sharja per presenziare al durbar del viceré George Curzon. Morì nel giugno del 1904 e gli succedette suo figlio, Rashid.